# Kościół św. Mikołaja Biskupa i św. Józefa w Grabownicy Starzeńskiej

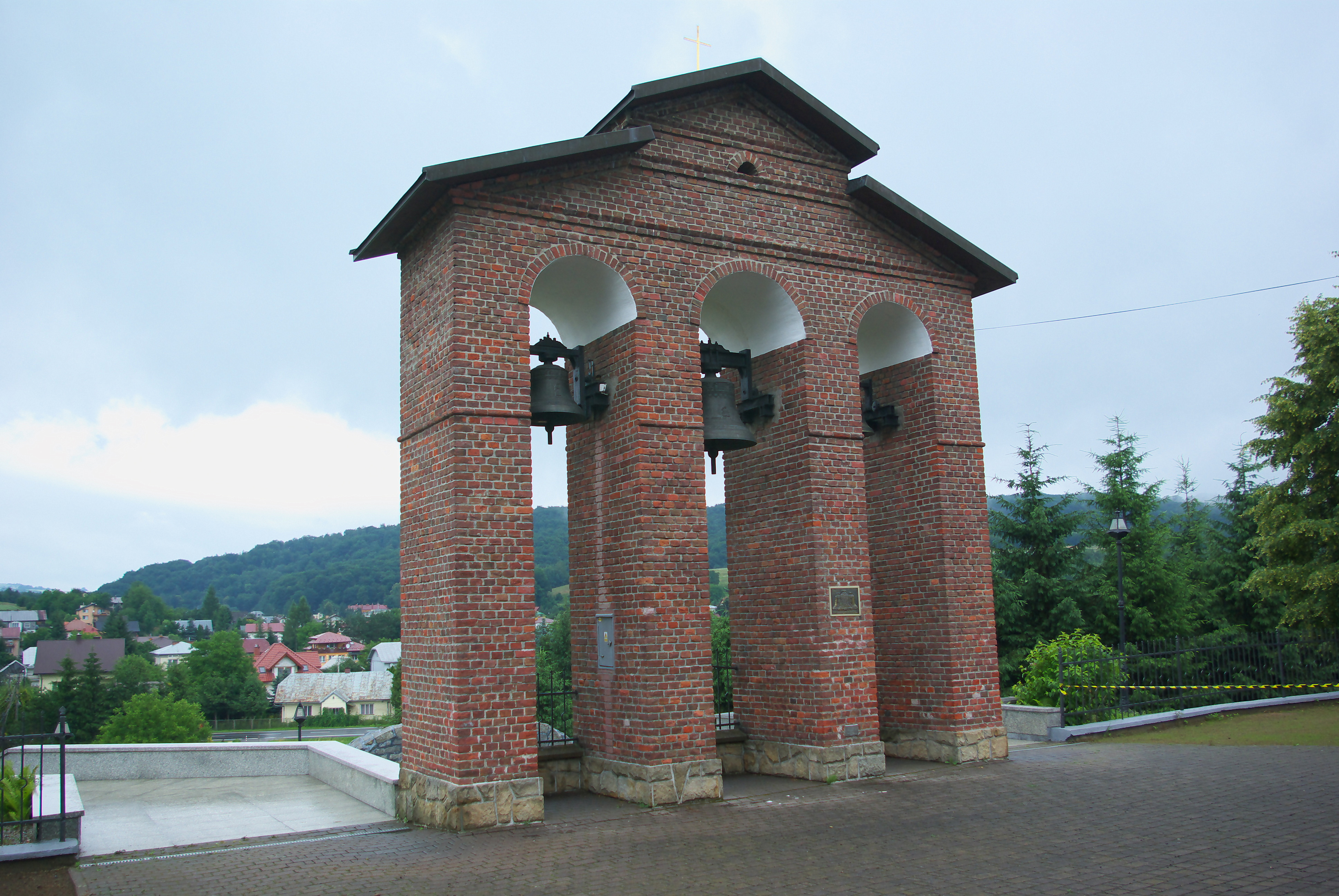
Dzwonnica

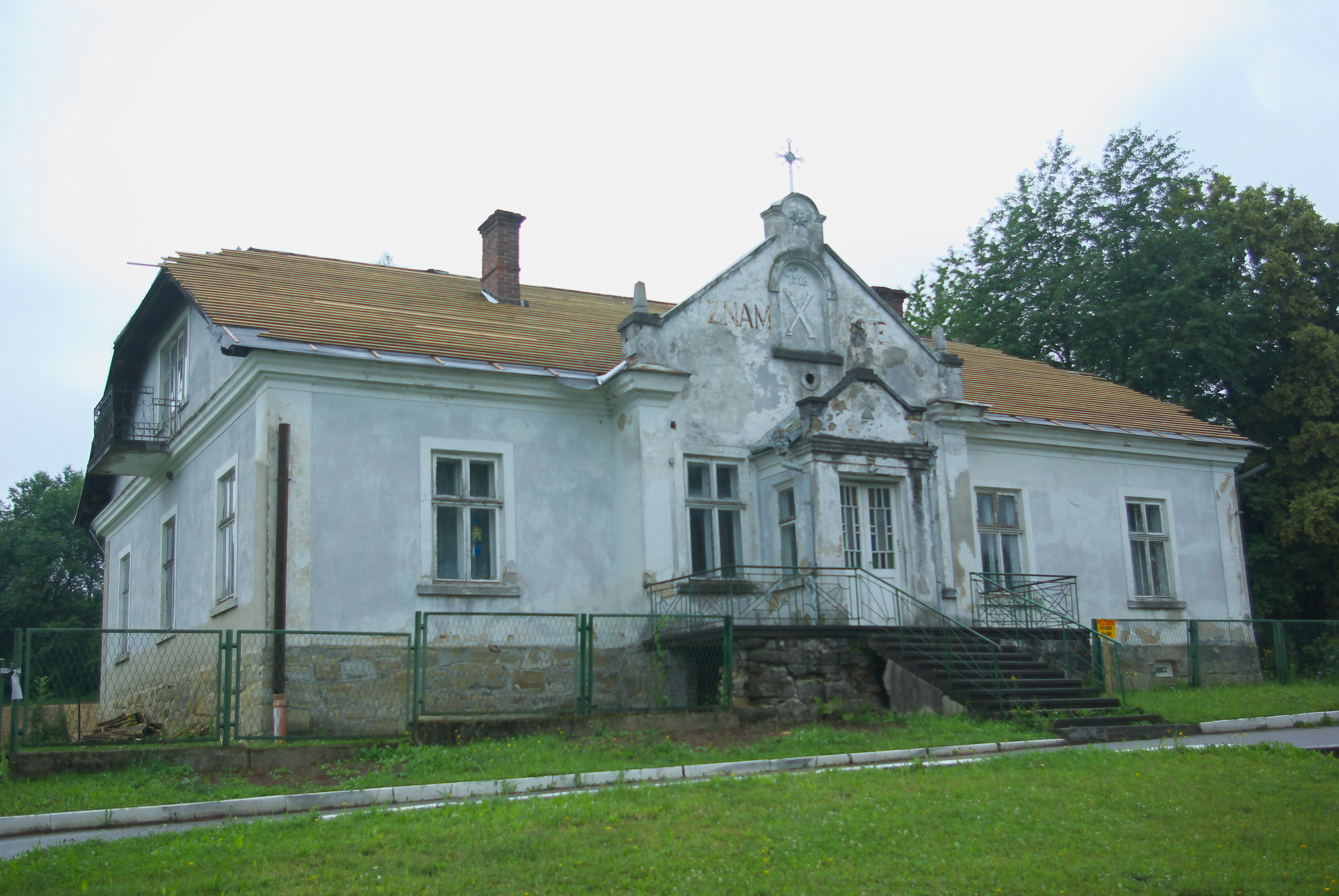
Stara plebania

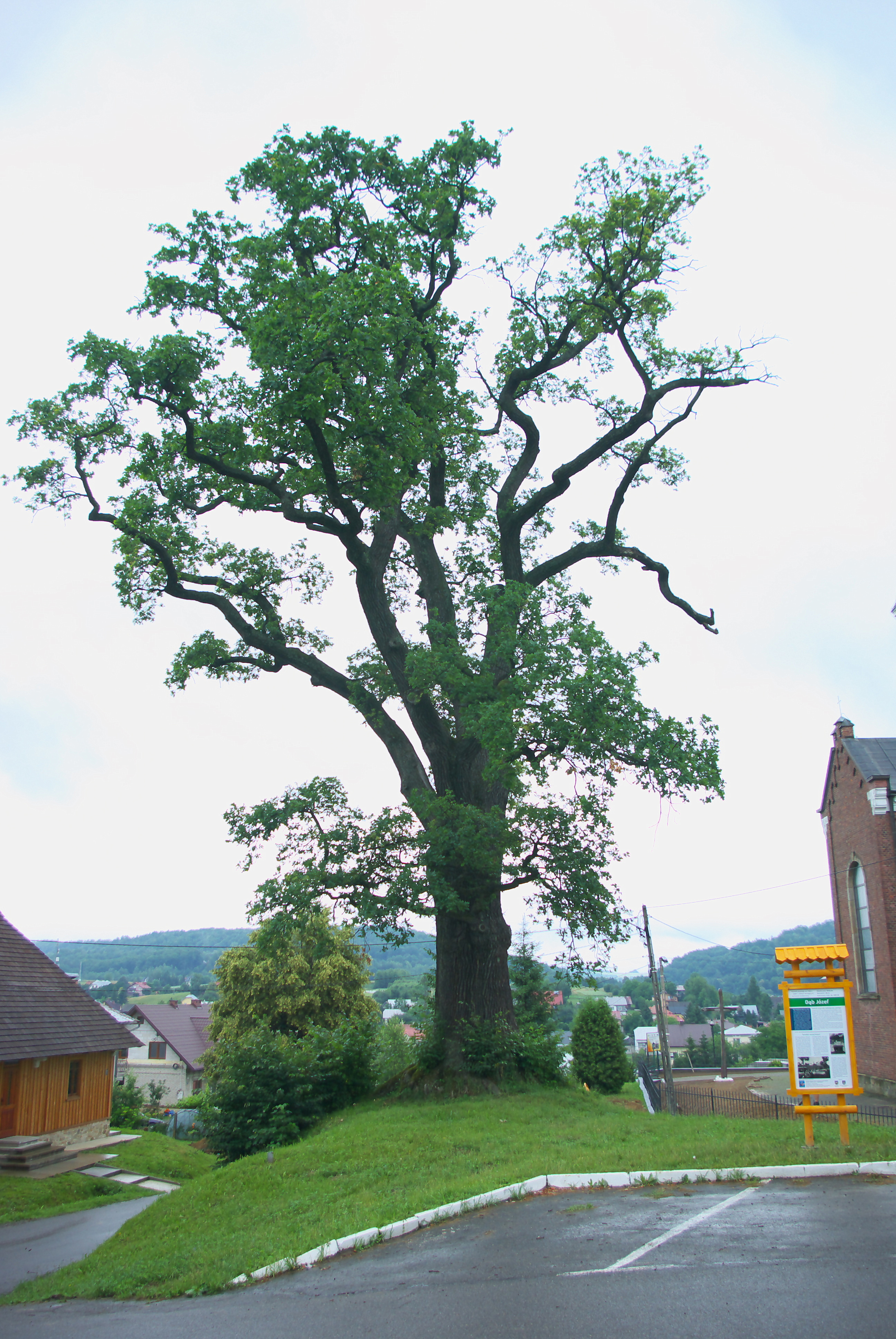
Zabytkowy Dąb „Józef”, istniał już w 1593 roku

Kościół św. Mikołaja Biskupa i św. Józefa w Grabownicy Starzeńskiej – neogotycka świątynia rzymskokatolicka.

## Historia
W 1593 roku został wzniesiony w Grabownicy drewniany kościół, którego fundatorem był ówczesny właściciel wsi, Jerzy Pełka – łowczy sanocki. 15 czerwca 1624 roku miał miejsce najazd Tatarów, w wyniku którego ów kościół spłonął. Jeszcze w tym samym roku ówczesny właściciel wsi, Hieronim Nagórski, rozpoczął budowę nowego kościoła, która trwała osiem lat – 1631 roku.
Kościół ten, choć wielokrotnie odnawiany, okazał się za mały dla wspólnoty parafialnej, dlatego też budowę nowego kościoła rozpoczęto w 1913 roku i całkowicie zakończono w 1926 roku. Stary kościół służył ludności parafii jeszcze do 1920 roku, kiedy to miało miejsce poświęcenie nowego kościoła. W 1921 roku stary kościół przeniesiono do Grabówki, gdzie otrzymała wezwanie Nawiedzenia Najświętszej Maryi Panny.
Kościół zbudowana w latach 1913–1926 według projektu architektów Władysława Chomiaka i Wilhelma Szomka. 20 maja 1927 roku bp Anatol Nowak konsekrował kościół. Kościół jest na liście zabytków: znajdują się w nim wnętrza przeniesione ze starego kościoła z XVIII w., zaś w do rejestru wprowadzona została także dzwonnica, obelisk nagrobny, cmentarz kościelny, plebania „stara”, szkoła parafialna i obecna organistówka.

## Architektura
Kościół w Grabownicy Starzeńskiej wykonany został w stylu neogotyckim, na rzucie krzyża łacińskiego z tworzącymi transept ramionami, nieorientowany. Murowany z cegły, nieotynkowany, na fundamencie z bloków kamiennych. Dach łamany, dwuspadowy, kryty blachą miedzianą; na nim sygnaturka. Kościół jest trójnawowy z prezbiterium zakończonym półkolistą apsydą. Wieża, o wysokości około czterdziestu metrów, zwieńczona kopułą z krzyżem, usytuowana jest w części frontowej obiektu. Sklepienia krzyżowo-kolebkowe podtrzymywane są przez cztery główne filary międzynawowe. Chór wsparty na czterech filarach. Okna zamknięte są półkoliście. Witraże znajdujące się w dwóch z nich, obrazujące Świętą Rodzinę oraz Niepokalane Poczęcie Najświętszej Maryi Panny, pochodzą ze starego kościoła. Polichromię we wnętrzu wykonał w 1954 roku artysta Władysław Lisowski.
Zabytki sztuki sakralnej, znajdujące się we wnętrzu kościoła, w głównej mierze XVII-wieczne, zostały przeniesione ze starego kościoła, a szczegółowe ich przedstawienie zostało oparte na Katalogu zabytków sztuki w Polsce M. Korneckiego i J. Samek.

## Ołtarze
Ołtarz główny został wykonany w stylu barokowym, prawdopodobnie w 1633 roku. Był dwukrotnie przerabiany, a mianowicie w 1724 roku i 1926 roku przez rzeźbiarza Józefa Laska z Humnisk. Ołtarz ten jest architektoniczny z bramkami i rzeźbami czterech aniołów, pochodzącymi z 1724 roku. W polu głównym znajduje się figura Najświętszego Serca Pana Jezusa, na którą zasuwany jest obraz przedstawiający świętego Mikołaja, adorowanego przez postać biskupa, utożsamianego z ordynariuszem przemyskim, Henrykiem Firlejem, oraz przez Hieronima Nagórskiego z bratem Wojciechem – miejscowym proboszczem – żoną Jadwigą i siostrami. Ten barokowy obraz został namalowany w 1633 roku z fundacji Jadwigi Nagórskiej, zaś przemalowany w 1733 i 1926 roku. Antepedium z dekoracją snycerską o motywach roślinno-kwiatowych pochodzi z 1716 roku.
Ołtarze boczne przy tęczy wykonane zostały kosztem Wojciecha Praysnara – mieszczanina brzozowskiego. Są one jednokondygnacyjne, ze zwieńczeniami, z parami kolumn oraz uchami z suchego akantu.
Lewy ołtarz, pozłacany, pochodzi z 1720 roku, a jego fundatorem był Piotr Górski – ówczesny właściciel Grabownicy. W polu środkowym umiejscowiona jest późnobarokowa rzeźba Matki Boskiej Bolesnej, ofiarowana przez Walentego Śnieżyńskiego – proboszcza humnickiego, pozłacana w 1715 roku kosztem Stanisława Ruławskiego, z promieniami dodanymi w 1718 roku. Na zasuwie znajduje się barokowy obraz Zwiastowania Najświętszej Maryi Panny, współczesny ołtarzowi. Ponad polem głównym widnieje rzeźbione popiersie Boga Ojca, w zwieńczeniu dwie rzeźby aniołów, pochodzące z tego czasu. Antepedium pochodzi z 1729 roku. Dekoracja snycerska o motywach roślinno-kwiatowych. Na mensie ołtarza umiejscowione jest późnobarokowe tabernakulum, współczesne ołtarzowi, z płaskorzeźbą pelikana na drzwiczkach.
Prawy ołtarz pochodzi z 1709 roku, z obrazami barokowymi z tegoż czasu. W polu głównym figura świętego Józefa z Dzieciątkiem, w zwieńczeniu Zaślubiny Najświętszej Panny Marii. Antepedium z dekoracją snycerską o motywach roślinno-kwiatowych wykonane w 1729 roku z fundacji Stefana Krupskiego – proboszcza sanockiego.
W krańcowych częściach transeptu znajdują się ołtarzyki boczne: lewy, o charakterze barokowym, pochodzący z pierwszej połowy XIX wieku, posiada w zwieńczeniu barokowy obraz świętego Jana Nepomucena z XVIII wieku, natomiast prawy, z fragmentami późnorenesansowymi, z pierwszej połowy XVII wieku, a pochodzącymi ze zburzonego kościoła kapucynów na górze świętego Michała w Bliznem. W polu głównym figura świętej Barbary, patronki grabownickich nafciarzy, w zwieńczeniu rzeźba świętego Antoniego z XVII wieku.
Szczególne miejsce w grabownickim kościele zajmuje kopia portretu Hieronima Nagórskiego, fundatora XVII-wiecznego kościoła w Grabownicy Starzeńskiej z herbami: Ostoja, Jelita, Starykoń, Janina i z literami „HNDN” (Hieronim Nagórski De Nagórzyce). Na obrazie tym widnieje napis:
Z roku nad tysiąc sześćset dwudziestego czwartego

Spalili Tatarowie Kościół miejsca tego,

Więc z Nagórza Nagórski inny wystawuje,

Na cześć Bogu Niech w Niebie na wieki króluje.

Hieronim imię jego, małżonki Jadwiga,

Prosić Boga za niemi, szczególna obliga.

Niezwykle cenna jest znajdująca się w zakrystii barokowa szafa, pochodząca z XVII wieku, z wprawionymi skrzydłami z ołtarza, w których umiejscowione są późnorenesansowe obrazy świętych Sebastiana i Rocha, z około 1600 roku, w których dogasają tradycje malarstwa tablicowego.
We wnętrzu świątyni znajdują się liczne zabytki sztuki sakralnej, z których najważniejsze to: ambona, pochodząca z pierwszej połowy XVIII wieku z płaskorzeźbą Owczarni na parapecie, przerobiona w 1926 roku przez Józefa Laska; chrzcielnica barokowa z 1728 roku, drewniana z ażurową pokrywą, na której jest rzeźbiona grupa Chrztu Chrystusa oraz barokowa kropielnica kamienna z XVII wieku.